# Ґунестан
Ґунестан (перс. گونستان) — село в Ірані, у дегестані Заліян, у бахші Заліян, шагрестані Шазанд остану Марказі. За даними перепису 2006 року, його населення становило 60 осіб, що проживали у складі 14 сімей.

## Клімат
Середня річна температура становить 11,16°C, середня максимальна – 30,49°C, а середня мінімальна – -11,91°C. Середня річна кількість опадів – 288 мм.
| Клімат поселення                              | Клімат поселення | Клімат поселення | Клімат поселення | Клімат поселення | Клімат поселення | Клімат поселення | Клімат поселення | Клімат поселення | Клімат поселення | Клімат поселення | Клімат поселення | Клімат поселення | Клімат поселення |
| Показник                                      | Січ.             | Лют.             | Бер.             | Квіт.            | Трав.            | Черв.            | Лип.             | Серп.            | Вер.             | Жовт.            | Лист.            | Груд.            |                  |
| Середній максимум, °C                         | 6,96             | 8,40             | 12,95            | 19,60            | 24,58            | 30,00            | 30,49            | 29,80            | 25,05            | 19,56            | 12,24            | 7,03             |                  |
| Середня температура, °C                       | −2,49            | −1,03            | 3,52             | 10,17            | 15,14            | 20,57            | 24,47            | 23,77            | 19,02            | 13,52            | 6,21             | 1,00             |                  |
| Середній мінімум, °C                          | −11,91           | −10,46           | −5,9             | 0,73             | 5,71             | 11,13            | 18,45            | 17,75            | 13,01            | 7,52             | 0,20             | −5,01            |                  |
| Норма опадів, мм                              | 46               | 36               | 52               | 39               | 36               | 9                | 0                | 0                | 1                | 5                | 25               | 39               |                  |
| Середньомісячна швидкість вітру, м/с          | 1.29             | 1.98             | 2.74             | 2.85             | 2.64             | 2.46             | 2.38             | 2.43             | 2.24             | 2.12             | 1.88             | 1.41             |                  |
| Середньомісячна сонячна радіація, кДж/м²·день | 9453             | 12557            | 15060            | 18330            | 22366            | 26993            | 25969            | 24124            | 21313            | 15788            | 11131            | 9216             |                  |
| --------------------------------------------- | ---------------- | ---------------- | ---------------- | ---------------- | ---------------- | ---------------- | ---------------- | ---------------- | ---------------- | ---------------- | ---------------- | ---------------- | ---------------- |
| Джерело:                                      |                  |                  |                  |                  |                  |                  |                  |                  |                  |                  |                  |                  |                  |